# Коледата на семейство Флинтстоун
„Коледата на семейство Флинтстоун“ (на английски: A Flintstone Family Christmas) е анимационно коледен ттелевизионен филм, с участието на Семейство Флинтстоун. Продуцирано е от Хана-Барбера и е излъчена на ABC на 18 декември 1993 г. Спешълът е номиниран за награда Primetime Emmy през 1994 г. за изключителна анимационна програма (за програмиране по-малко от един час). Ролите се озвучават от артистите Хенри Кордън, Джийн Вандър Пил, Франк Уелкър, Би Джей Уорд, Джон Стивънсън, Кристин Кавана, Меган Мълали и други.

## В България
Първоначално се разпространява на VHS на Мулти Видео Център на 23 декември 1996 г. Преведен е като „Семейство Флинтстоун празнува Коледа“. Ролите се озвучават от Даринка Митова, Мария Никоевска, Васил Бъчваров и Стефан Димитриев.
През декември 2007 г. се излъчва по Нова телевизия. Дублажът е на Арс Диджитал Студио, чийто име не се споменава. Ролите се озвучават артистите Силвия Лулчева, Ралица Ковачева-Бежан, Николай Николов и Стефан Сърчаджиев-Съра.
През 2009 г. прави повторно излъчване по PRO.BG и е записан трети войсоувър дублаж на TITLE.BG, в който Николов е заместен от Кирил Ивайлов.